# Batalla de Canchas Blancas
La batalla de Canchas Blancas fue un presunto enfrentamiento militar que, según un sector de la historiografía boliviana, habría tenido lugar el 12 de noviembre de 1879 en la región del actual municipio de Colcha K, en el altiplano del suroeste boliviano. El combate se habría producido durante la Guerra del Pacífico (1879–1884) entre las tropas del Ejército de Bolivia —junto al campesinado local— y el Ejército de Chile culminando en una victoria boliviana. La historiografía chilena niega su veracidad, y la mayor parte de la boliviana la ha negado o ignorado.
La controversia acerca de la existencia de la batalla se inició en 2017, cuando el gobierno de Bolivia publicó un diario del coronel Ezequiel Apodaca, que la menciona. Poco después, el 28 de marzo de 2018, el presidente de Bolivia Evo Morales se presentó en una recreación histórica del enfrentamiento, para luego explayarse sobre los planes expansionistas que tuvo Chile. Este acto se preparó en anticipación del resultado de la controvertida demanda marítima de Bolivia a Chile, lo que atrajo la atención sobre la discutida batalla.

## Contexto
Tras el inicio de la guerra luego de la ocupación de Antofagasta el 14 de febrero de 1879, las tropas chilenas avanzaron hacia el interior del departamento del Litoral. Se enfrentaron a las fuerzas bolivianas en Calama el 23 de marzo, y en Río Grande (cerca de San Pedro de Atacama) el 10 de septiembre, además de ocupar Cobija, Mejillones y Tocopilla sin resistencia alguna.
En tanto, el general Narciso Campero fue nombrado en marzo comandante general de la Tercera División del Ejército de Bolivia, que pasó a ser la quinta por la suma de voluntarios. En julio, Campero y sus hombres se estacionaron en el poblado de Cotagaita, permaneciendo en el lugar pese a órdenes de avanzar a San Cristóbal de Lípez y otras localidades, entre ellas Canchas Blancas, debido a numerosas carencias materiales. Finalmente, el 11 de octubre (otra fuente dice que fue el 13 de septiembre) Campero movilizó la división a San Cristóbal junto a sus colaboradores, entre ellos Ezequiel Apodaca y Juan Bautista Ayoroa, quienes son consignados como participantes de la controvertida contienda.
En algún punto, según el historiador boliviano Rodolfo Becerra, la tropa se dividió: unos partieron hacia Oruro, «con fines conspirativos», mientras que otros se dirigirían al frente contra Chile.

## Batalla

### Preámbulo
El 23 de octubre (también se señala que fue el 23 de septiembre), Campero habría dado la orden al coronel Mariano Lino Morales de Los Reyes de marchar en dirección al desierto de Atacama para encontrar una tropa chilena que supuestamente se dirigía a Potosí. El "Destacamento Morales" habría partido el 28 de octubre.
Las tropas dirigidas por el coronel Morales, consistentes en el Batallón Ayacucho, el Batallón Chorolque, el Escuadrón Méndez, parte del Batallón Tarija y campesinos del lugar, totalizando 500 hombres, se habrían estacionado entonces en la localidad de Canchas Blancas.
El 5 de noviembre «llegó un mensajero con noticias de Calama en sentido de que el coronel chileno Letelier» se preparaba para cruzar la Cordillera con 1400 hombres. Estos incluirían 70 jinetes de caballería, un batallón de infantería y una fracción de artillería, y su misión habría sido ocupar la mina Huanchaca, de propiedad de Aniceto Arce junto a socios chilenos, «y si fuera posible continuar a Potosí, siempre que no se encontrara fuerte resistencia». La tropa chilena habría sido localizada el 8 de noviembre, siendo avistada el 11 por las tropas de Morales.

### Desarrollo

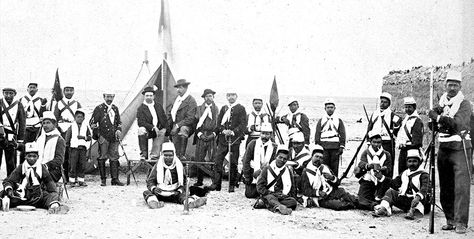
Foto que según el Ministerio de Defensa de Bolivia muestra a soldados que lucharon en Canchas Blancas.

El 12 de noviembre, a partir de las 5 de la tarde, los chasquis (mensajeros indígenas) y patrullas adelantadas habrían traído informaciones del avance enemigo. A las 7 PM, las tropas chilenas habrían desmontado para abalanzarse a beber agua de la cocha del lugar.
Alrededor de las 8 PM, los soldados bolivianos se habrían deslizado silenciosamente para atacar de forma frontal, mientras que los indígenas habrían ganado la retaguardia de los chilenos para caer sobre sus provisiones y atacar a pedradas. La maniobra boliviana habría dividido a la tropa chilena, y parte del Batallón Ayacucho se habría enfocado en el Estado Mayor enemigo, mientras que el Escuadrón Méndez habría atacado con cuchillos y machetes.
En algún punto los chilenos habrían emprendido la fuga, siendo hostigados por los indígenas con sus hondas y perseguidos por la caballería boliviana, ahora reforzada con los animales capturados.
Tras unas dos a tres horas y media, el saldo de la batalla habría sido de 330 muertos y 400 heridos chilenos, más la captura de 480 caballos, 250 mulas, 300 burros, 690 rifles, municiones, pólvora, 4 cañones y otras piezas de artillería, y diversos alimentos. Esto, al costo de 50 muertos y 300 heridos en las filas bolivianas.

### Consecuencias
Se ha indicado que tras la refriega se recogió documentación (que se señala perdida) en forma de panfletos que, junto con relatos de prisioneros y heridos, entre ellos un soldado de nombre Jorge Donoso Amoategui, comprobarían que Chile buscaba llegar más allá del departamento de Potosí, y que se proponía alcanzar Paraguay para azuzar tanto a ese país como a elementos bolivianos con miras a atacar a Argentina. Estos documentos habrían estado destinados a agentes de inteligencia chilenos en Argentina, Paraguay, Brasil y Uruguay.
Se ha afirmado que con el resultado de la batalla se frustró un eventual intento de Chile de apoderarse de las minas de Potosí. Otro supuesto objetivo chileno impedido habría sido cortar el flujo comercial entre Bolivia y Argentina. Aún otra hipótesis es que Chile habría «trazado planes para dividir Bolivia en dos repúblicas separadas» y así tener «frontera común con Brasil y el Paraguay».
El 20 de noviembre, una parte del "Destacamento Morales" habría partido a reunirse con el general Campero en la región de Tonave. En tanto, el coronel Morales, al mando de 400 hombres, habría marchado hacia el oeste y participado en la batalla de Tarapacá.

## Controversia sobre su veracidad

### Documentación

#### En Bolivia

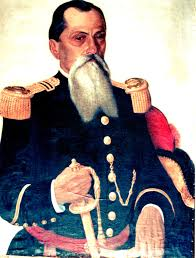
Mariano Lino Morales.

Los únicos documentos que avalarían la existencia de la contienda son el parte militar del coronel Lino Morales —fechado el 13 de noviembre de 1879—, una supuesta carta de este y el diario del coronel Ezequiel Apodaca. Este último fue publicado en 2017 por el Ministerio de Defensa de Bolivia bajo el título Memorias del Coronel Ezequiel Apodaca. Potosí-Cotagaita-Camino a Canchas Blancas 1879-1880.
Según el exministro de Defensa boliviano, Reymi Ferreira, el diario estuvo en poder del expresidente Hilarión Daza previo a su asesinato y «permaneció oculto durante décadas». Se ha afirmado que habría habido tres copias del diario, de las cuales solo quedaría una, que —se señala— fue entregada por el general Juan José Torres al Departamento V de Historia de las Fuerzas Armadas en 1969. En 1975, Octavio O'Connor había reivindicado para los tarijeños el triunfo de Canchas Blancas mencionando el relato de Apodaca, aunque sin citarlo en detalle, e identificando erróneamente al oficial como «Epifanio Apodaca». Por su parte, Roberto Querejazu Calvo (1979) relató en un solo párrafo lo que él denominó «un encuentro con los chilenos» con una cita textual del diario de Apodaca, el cual no da indicación alguna sobre la magnitud de las fuerzas enfrentadas salvo «parte de los batallones Chorolque, Ayacucho y Méndez» y que los chilenos levantaban una «polvareda». Tampoco entrega datos sobre la cantidad de bajas o muertos. El documento también fue mencionado en el segundo volumen del libro Historia de Tarija (1992), del académico Edgar Ávila Echazú.
Comentando el diario de Apodaca en su libro Bolivia, Colombia, Chile y el Perú (1980), Álvaro Pérez del Castillo asegura que el enfrentamiento fue «reconocido por los chilenos como un pequeño encuentro con partidas exploradoras, que comandadas por el teniente 2° Soto, incursionaban con regularidad sobre el altiplano de los Lípez».
El detallado Diario de la campaña de la 5.ª División del Ejército boliviano (1882), de Manuel V. Alba, no consigna grandes movimientos en los días señalados. En el Diario de la campaña del Ejército Boliviano en la Guerra del Pacífico, de José Vicente Ochoa, publicado en 1899, «Canchas Blancas» se menciona tres veces, solo en relación con la sospecha de que las fuerzas chilenas avanzarían en esa dirección.
En 1931, un hombre llamado Benigno López se presentó ante el Senado boliviano afirmando ser un veterano de la batalla y pidiendo una compensación pecuniaria, que le fue otorgada. El informe respectivo indica que la acción bélica sucedió en 1880.
En abril de 2018, Ferreira mencionó además por primera vez lo que sería una carta de Morales a Campero, en la que se dice que un soldado chileno llamado Jorge Donoso Amoategui, antes de morir, reveló las supuestas intenciones bélicas de Chile contra Argentina.

#### En Chile
La Ordenanza General del Ejército de Chile vigente por entonces establecía que todos los movimientos, actos y acciones de guerra debían detallarse profusamente en los partes militares. Ninguno de ellos consigna una batalla en esa zona, ni tampoco una incursión de la magnitud indicada hacia Bolivia.
En el Boletín de la Guerra del Pacífico (1879-1881), publicación oficial del gobierno chileno que contiene una detallada referencia de todas las acciones bélicas acontecidas, existen siete informes que mencionan al área «Canchas Blancas». Ninguno de ellos relata algún encuentro entre tropas chilenas y bolivianas en ese lugar, sino principalmente excursiones chilenas en la zona destinadas a capturar animales, que estaban siendo enviados a las fuerzas peruanas y bolivianas desde Argentina. El oficial de apellido Soto mencionado en las fuentes bolivianas es José María Segundo Soto, comandante de armas de Calama. En agosto, tres meses antes de la supuesta batalla, Soto recibió informaciones de que Campero movilizaría su división para detener sus actividades, por lo que ordenó destruir todo lo que fuese útil al enemigo en la localidad.
Entre los tomos I y II y los VI y VII de la compilación de documentos oficiales y no oficiales realizada por Pascual Ahumada Moreno, publicada en 1888, «Canchas Blancas» se menciona en 18 de ellos, también sin indicar una batalla.
En su Historia de la Campaña de Tarapacá, Benjamín Vicuña Mackenna consigna la correría de quince Cazadores a caballo que «se habían dejado ver por Canchas Blancas» en los primeros días de agosto. Gonzalo Bulnes en Guerra del Pacífico señaló que «Soto con 20 Cazadores [...] visitó Ascotan i Canchas Blancas, amenazó a Huanchaca, i con su pequeña partida hizo tal ruido, que se jeneralizó en Bolivia la convicción de que el ejército de Soto amenazaba sus flancos por el poniente». Vicuña Mackenna además indicó que el coronel Orozimbo Barbosa, sucesor de Soto, «hizo una tercera entrada hasta Canchas Blancas, y no encontró huella alguna del enemigo en esa dirección, regresando a Calama el 31 de octubre».
El soldado raso Abraham Quiroz, en una carta fechada el 15 de noviembre (tres días después de la supuesta batalla) desde la Línea del Loa, señaló que «por este lado no tenemos esperanzas de combatir, porque el enemigo se encuentra situado en Canchas Blancas, distante de aquí como 100 leguas. En lo montado, se anda en 10 días y a pie en el doble». No menciona la partida de ninguna división hacia esa dirección en los días previos. La guarnición de Calama en aquel entonces disponía de 300 hombres del 2.º de Línea y de los Cazadores a caballo.
El alférez José Miguel Varela, perteneciente al regimiento Granaderos a Caballo, llegó el 2 de noviembre con su destacamento a San Pedro de Atacama, la avanzada más cercana a Bolivia, donde permanecería 2 meses y medio al mando de 60 hombres. No consignó en su diario la existencia de dicha batalla ni de movimientos de gran envergadura en la zona.
Ningún oficial chileno fue objeto de sumario en algún consejo de guerra a raíz de una batalla con las características descritas.

#### En otros países
El enfrentamiento no es mencionado en informes de corresponsales de guerra ni de diplomáticos extranjeros.
El historiador peruano Mariano Felipe Paz Soldán, en su Narración histórica de la guerra de Chile contra el Perú y Bolivia (1884), menciona al sargento mayor José María Soto y al teniente Ramón Varas, quienes «con unos cuantos soldados» (35 según una fuente boliviana) recorrieron a mediados de año por pueblos desde Calama a Canchas Blancas, capturando ganado «casi al alcance de las tropas que formaban parte de la invisible división de Campero».
El autor brasileño Alfredo d'Escragnolle Taunay mencionó erróneamente a Canchas Blancas al comentar el Combate de Calama.

### Visión desde Bolivia
Tradicionalmente, la mayoría de los historiadores bolivianos han ignorado o negado la existencia de la batalla. Tampoco ha sido aludida en los documentales oficiales realizados por la Dirección de Reivindicación Marítima. En su edición del 23 de marzo de 1972, el periódico boliviano El Litoral (abiertamente pro-reivindicación marítima) publicó un artículo editorial en el que niega categóricamente la existencia del enfrentamiento, emplazando al "Comité Nacional Pro Reivindicación Histórica de la Guerra del Pacífico" a aclarar su posición en la que asevera la existencia de la refriega. El expresidente Carlos Mesa, quien es historiador y vocero de la demanda marítima, no la mencionó en su libro Historia de Bolivia.
Particularmente a partir del siglo XXI, fuentes bolivianas comenzaron a acusar un «silencio llamativo en los textos oficiales» y que la batalla fue «un hecho que la historia oficial ha preferido ignorar y negar, sin conocer hasta el momento el justo motivo» y «olvidada a exprofeso por la gran mayoría de los historiadores de Bolivia». El presidente Evo Morales se sumó a esta teoría, sosteniendo que la batalla fue «deliberadamente escondida» por la oligarquía de su país; su gobierno aseguró que los grupos dominantes en Bolivia necesitaban que la guerra terminara, pues no querían más dificultades con su país vecino, y afirmó que en Chile también se ocultó la batalla, señalándose además que hubo un pacto entre grupos bolivianos y chilenos para recuperar los panfletos recogidos y así negar la existencia del suceso. El historiador y general (R) Edwin de la Fuente, exdirector de la Academia Boliviana de Historia Militar, afirma que el diario de Apodaca prácticamente fue «perseguido» tanto por «agentes de inteligencia de Chile» como por la oligarquía minera boliviana, ya que revelaba su «traición» a la causa marítima.
Por este eventual ocultamiento se ha responsabilizado al comandante de la Quinta División, Narciso Campero, quien, junto a Aniceto Arce (ambos futuros presidentes) habría preferido conspirar contra el presidente Hilarión Daza en vez de enfocarse en la lucha contra Chile, en connivencia con personeros de la empresa minera Huanchaca, cuyo principal accionista era el chileno Melchor Concha y Toro (esto, pese a que Huanchaca ayudó a avituallar a la Quinta División). Rodolfo Becerra señaló que la información habría sido ocultada debido al conflicto interno que se produjo en Bolivia por los resultados de la guerra, y que concluyó con la destitución de Daza. Otra teoría es que fue deliberadamente ignorada para publicitar el triunfo en el combate de Tambillo.
En marzo de 2018, la Asamblea Legislativa del Departamento de Potosí aprobó una resolución declarando a la batalla oficialmente como un hecho histórico.

### Visión desde Chile

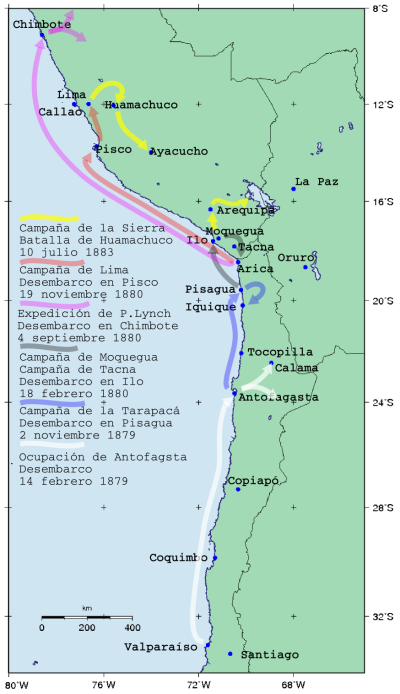
Mapa de las campañas terrestres de la Guerra del Pacífico, donde se ve que el Ejército de Chile no realizó acciones bélicas en territorio boliviano más allá del departamento del Litoral.

La existencia de esta batalla ha sido negada por historiadores e investigadores chilenos, quienes afirman que se trata de una especie de leyenda surgida en el seno del Ejército boliviano y que no existen registros históricos que la avalen, describiéndola en términos como «posverdad», «un completo invento» y «aberración total».
Según Fernando Wilson, «Chile se planteó la guerra siempre en el litoral, que era la zona donde estaba el conflicto. Nunca se cruzó la cordillera, más con una división de 1500 hombres», y cuestionó el hecho de que no haya quedado ningún vestigio ni tumbas, o que las piezas de artillería supuestamente capturadas no hayan sido usadas por el ejército boliviano en la batalla de Tacna ni figuren en algún museo.
En tanto, Mauricio Pelayo recalcó que las expediciones chilenas que hubo en la zona alrededor de la fecha señalada tenían como propósito la búsqueda de animales y alimentos, y que el combate de Tambillo, ocurrido al mes siguiente en las afueras de San Pedro de Atacama, fue el único triunfo boliviano en esa región. Además, cuestionó que los detalles de una victoria tan trascendente hayan sido mantenidos en silencio.
Desde la Academia de Historia Militar de Chile se afirmó que la batalla «solo tiene asidero en la mitología concebida por un par de desconocidos historiadores bolivianos». Su vicepresidente, Rafael González Amaral, indicó que hubo varias excursiones chilenas al altiplano para adquirir información sobre movimientos de tropas bolivianas y capturar ganado, incluyendo una expedición en mayo de 1880 hacia Huanchaca —cerca de Canchas Blancas—, pero que estas fuerzas no chocaron con unidades bolivianas. Agregó que las tropas chilenas estacionadas en Calama «nunca superaron la cifra de algunos centenares», y recordó que según el propio Becerra, el coronel Lino Morales se replegó a Tarija, donde fue juzgado, haciendo notar que este es un extraño destino para el vencedor de una batalla tan importante.
El periodista e investigador Guillermo Parvex comenzó a estudiar la supuesta batalla tras la publicación del diario de Apodaca en 2017, concluyendo que el enfrentamiento no existió. Sostuvo que el Ejército chileno en los últimos meses de 1879 estaba concentrado en «equipar y adiestrar al grueso de las tropas, que permanecía en Antofagasta, para iniciar la campaña de Tarapacá». Agregó que «no había ninguna razón táctica ni estratégica para hacer un avance de 380 kilómetros desde Calama hasta Canchas Blancas y menos aún cuando el grueso del Ejército chileno estaba concentrado en Tarapacá». Señaló además que en Bolivia se empezó a hablar de la batalla a partir de 1960, luego de tensiones por el conflicto del río Lauca.
El canciller Roberto Ampuero estimó que la conmemoración de la supuesta batalla por parte del presidente boliviano Evo Morales estuvo muy vinculada a «su pretensión de hacerse reelegir». Rafael Mellafe consideró que el episodio «es un invento de la política interna boliviana para afianzar a Evo Morales en el poder con este gesto heroico». Similarmente, para Wilson «la historia de este combate, que no existió, responde a la situación interna que enfrenta la administración de Evo Morales». Para Parvex, el mandatario boliviano buscó con esto «crear la adhesión necesaria en torno a su persona y continuar en el poder», mientras que según González Amaral, Morales implementó una estrategia «destinada a tergiversar la historia y desinformar al pueblo boliviano».